# Thit Jensen

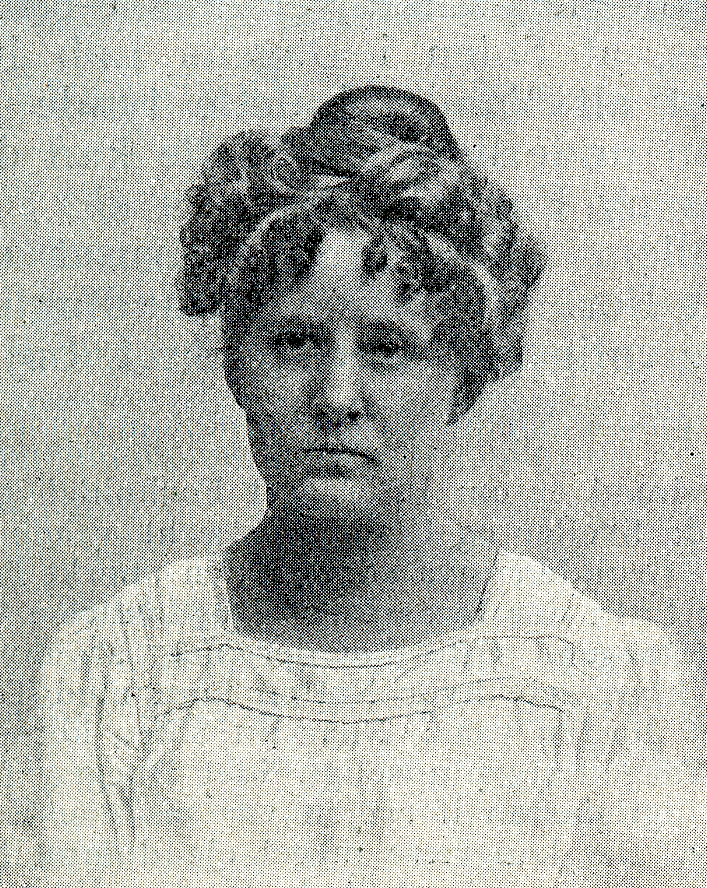
Thit Jensen

Maria Kirstine Dorothea Jensen, genannt Thit Jensen (* 19. Januar 1876 in Farsø; † 14. Mai 1957 in Bagsværd), war eine dänische Schriftstellerin.

## Leben
Thit Jensen wurde 1876 als Tochter eines Tierarztes in Farsø geboren. Ihr Bruder Johannes V. Jensen war ebenfalls Schriftsteller und errang den Literaturnobelpreis. Von 1912 bis 1918 war sie mit dem Maler Gustav Fenger verheiratet.
Thit Jensen schrieb über erotische und soziale Themen und engagierte sich in der Frauenbewegung. Viele ihrer Jugendromane schildern, wie sich talentierte junge Frauen dem Druck der Gesellschaft nachgebend verheiraten und danach in einer unglücklichen Ehe zugrunde gehen. 1924 gründete sie das Foreningen for Seksuel Oplysning („Organisation für sexuelles Bewusstsein“). Dort trat sie für eine freie Entscheidungsmöglichkeit von Frauen über eine Abtreibung ein. Nach 1925 wandte sie sich dem historischen Roman zu und schrieb Geschichten aus ihrer jütländischen Heimat.

## Werke (Auswahl)
- 1916 Jütische Geschichten
- 1918 Gerd
- 1925 Aphrodite von Fur
- 1955 Die Gespensterkutsche
- Die Erde
- Die Familie Storm
- Der König vom Sande
- Martyrium
- Der erotische Hamster
- Herr Berger intim
- Jörgen Lykke
- Stygge Krumpen
- Waldemar Atterdag
- Der König

## Auszeichnungen
- 1930 Literaturpreis Drachmannlegatet
- 1935 Wissenschafts- und Kunstpreis Tagea Brandts Rejselegat